# Plánice
Plánice (deutsch Planitz) ist eine Stadt in Tschechien. Sie liegt 13 Kilometer östlich von Klatovy und gehört zum Okres Klatovy.

## Geographie
Plánice befindet sich linksseitig über dem Tal der Úslava am Rande des Naturparks Plánický hřeben (Planitzer Kamm) in der Nepomucká vrchovina (Nepomuker Bergland). In Plánice kreuzt sich die Staatsstraße II/187 zwischen Nepomuk und Sušice mit der II/186 von Klatovy nach Zborovy.
Nachbarorte sind Újezd u Plánice und Kratice im Norden, Kvasetice im Nordosten, Zborovy im Osten, Plichtice im Südosten, Hnačov im Süden, Nová Plánice im Südwesten, Vracov und Kvaslice im Westen sowie Vítkovice im Nordwesten.

## Geschichte
Die erste Erwähnung des Ortes erfolgte 1144 im Zusammenhang mit der Gründung des Zisterzienserklosters Pomuk. Nach der Zerstörung des Klosters durch die Hussiten wurde Plánice Sitz einer weltlichen Herrschaft, zu deren Besitzern die Herren von Schwanberg, von Sternberg, Lev von Rosental und Martinic gehörten. Adolf Bernhard Graf Martinic beauftragte zu Beginn des 18. Jahrhunderts den Baumeister Kilian Ignaz Dientzenhofer mit dem Bau einer Basilika auf dem zwei Kilometer südöstlich der Stadt gelegenen Hügel von Nicov. Nachdem er 1726 die Herrschaft Grünberg erworben hatte, schloss er Planitz an diese Herrschaft an. Im Jahre 1790 erwarben die Grafen Wallis die Herrschaft. Zu ihr gehörten bis 1850 das Städtchen Planitz und die Dörfer Vracov, Kvasetice, Kratice, Němčice, Újezd, Mlynářovice, Myslív, Zbyslav, Mlýnské Struhadlo, Neurazy, Bližanovy, Vojovice, Klikařov, Maňovice, Kramolín, Polánka, Nový Dvůr, Kovčín, Milčice, Loužná, Nehodiv, Štipoklasy, Chlum, Zborovy, Hnačov, Lovčice, Pohoří, Skránčice, Plánička, Křížovice und Nicov. Auf dem Herrschaftsgebiet lebten zu dieser Zeit 7149 Personen.
Nach der Aufhebung der Patrimonialherrschaften wurde Planice/Planitz zum Sitz eines Bezirksgerichts und bildete ab 1850 mit den Ortsteilen Nicov und Nová Plánice eine Stadtgemeinde im Gerichtsbezirk Planitz. Ab 1868 gehörte Planice zum Bezirk Klattau. Seit dem Ende des 19. Jahrhunderts wird die Namensform Plánice verwendet. 1960 erfolgte die Eingemeindung von Hnačov, 1975 von Zbyslav (mit Stuchlovna) und 1976 von Újezd u Plánice (mit Mlynářovice und Mlýnské Struhadlo). 1980 wurden noch Číhaň (mit Křížovice, Vracov und Zdebořice) sowie Lovčice (mit Bližanovy, Kvasetice, Pohoří, Štipoklasy) eingemeindet. Ein Teil der eingemeindete Orte löste sich nach der Samtenen Revolution wieder los.

## Gemeindegliederung

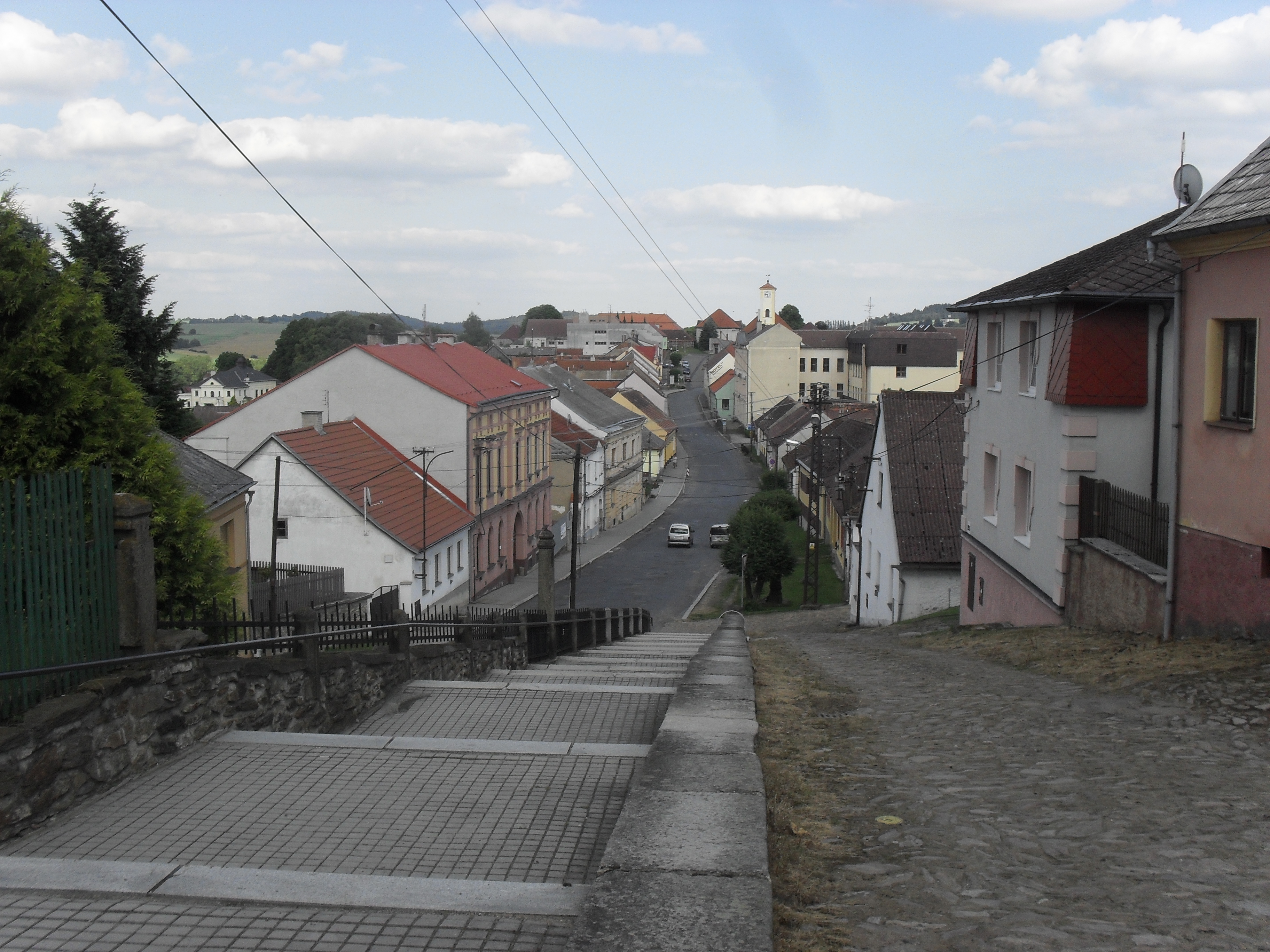
Stadtansicht

Die Stadt Plánice besteht aus den Ortsteilen Bližanovy (Blisanow), Křížovice (Krischwitz), Kvasetice (Kwasetitz), Lovčice (Lowtschitz), Mlynářovice (Mlinarschowitz), Nová Plánice (Neuplanitz), Plánice (Planitz), Pohoří (Pohorsch), Štipoklasy (Stipoklas), Vracov (Wratzow), Zbyslav (Sbislaw) und Zdebořice (Stoborschitz). Grundsiedlungseinheiten sind Bližanovy, Křížovice, Kvasetice, Lovčice, Mlynářovice, Nová Plánice, Plánice, Pohoří, Štipoklasy, Stuchlovna, Vracov, Zbyslav und Zdebořice. Zu Plánice gehören außerdem der Weiler Nicov (Nitzau) sowie die Einschichten Červený Mlýn, Kramlův Mlýn, Kratice, Obora, Pod Horou, Račín, U Buckých, U Hopa, U Klazů, Veselka und V Hájovně.
Das Gemeindegebiet gliedert sich in die Katastralbezirke Bližanovy, Křížovice u Číhaně, Kvasetice, Lovčice u Klatov, Mlynářovice, Plánice, Pohoří u Lovčic, Štipoklasy u Lovčic, Vracov u Číhaně, Zbyslav u Klatov und Zdebořice.

## Sehenswürdigkeiten
- Rathaus im Empirestil, am Marktplatz
- Barockschloss Plánice, am Marktplatz, errichtet im 17. Jahrhundert
- zweitürmige Wallfahrtskirche Mariä Geburt in Nicov, 1717–1726 nach Plänen von Kilian Ignaz Dientzenhofer errichtet
- Pfarr- und Dekanatskirche St. Blasius, Barockbau von 1755
- Kapelle der Jungfrau Maria an der wundertätigen Quelle zwischen Plánice und Nicov
- Statue des Hl. Johannes von Nepomuk
- Dreifaltigkeitssäule mit korinthischem Kapitell, am Marktplatz, errichtet zu Beginn des 18. Jahrhunderts
- František-Křižík-Museum
- Pfarrhaus

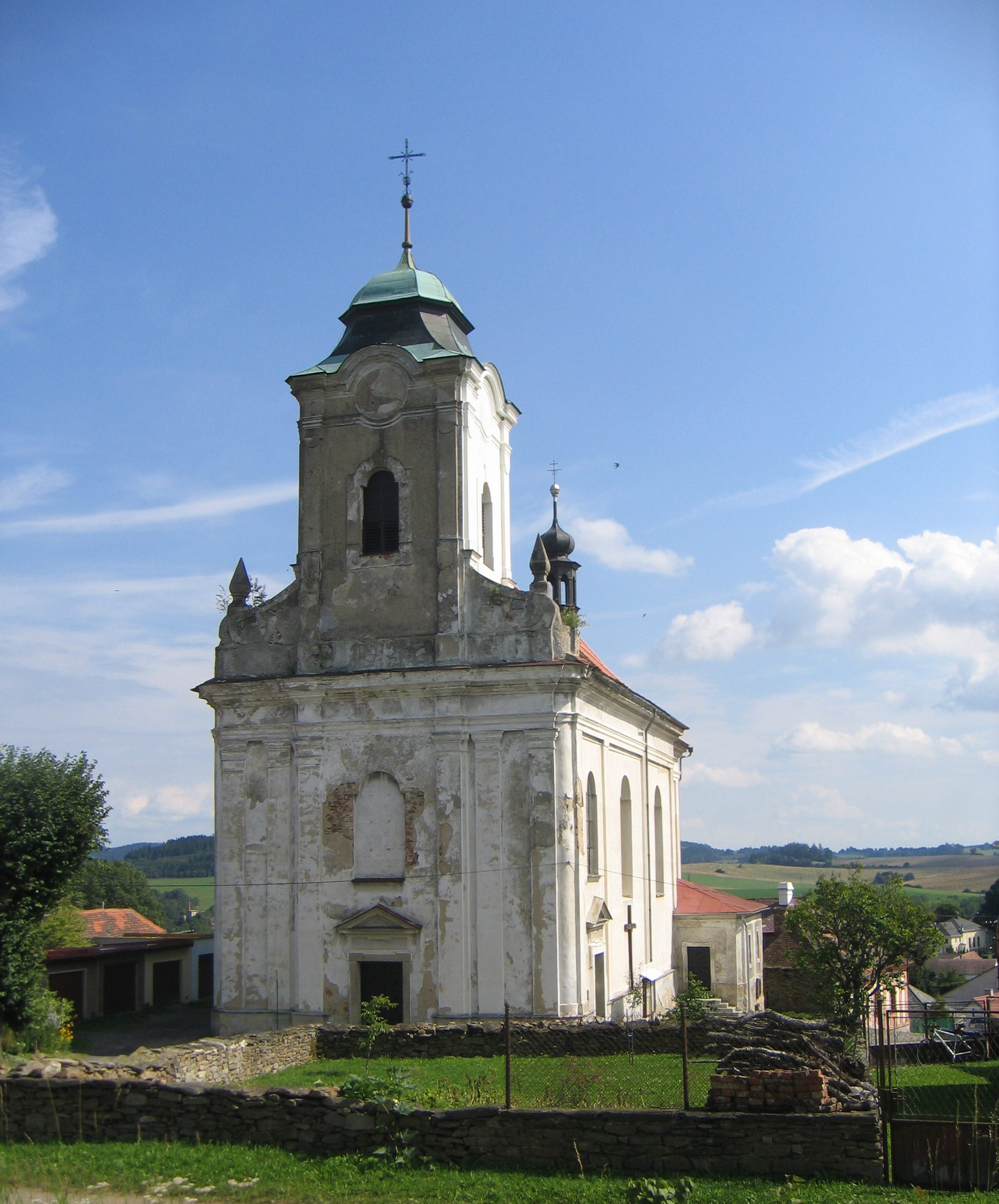
Kirche St. Blasius
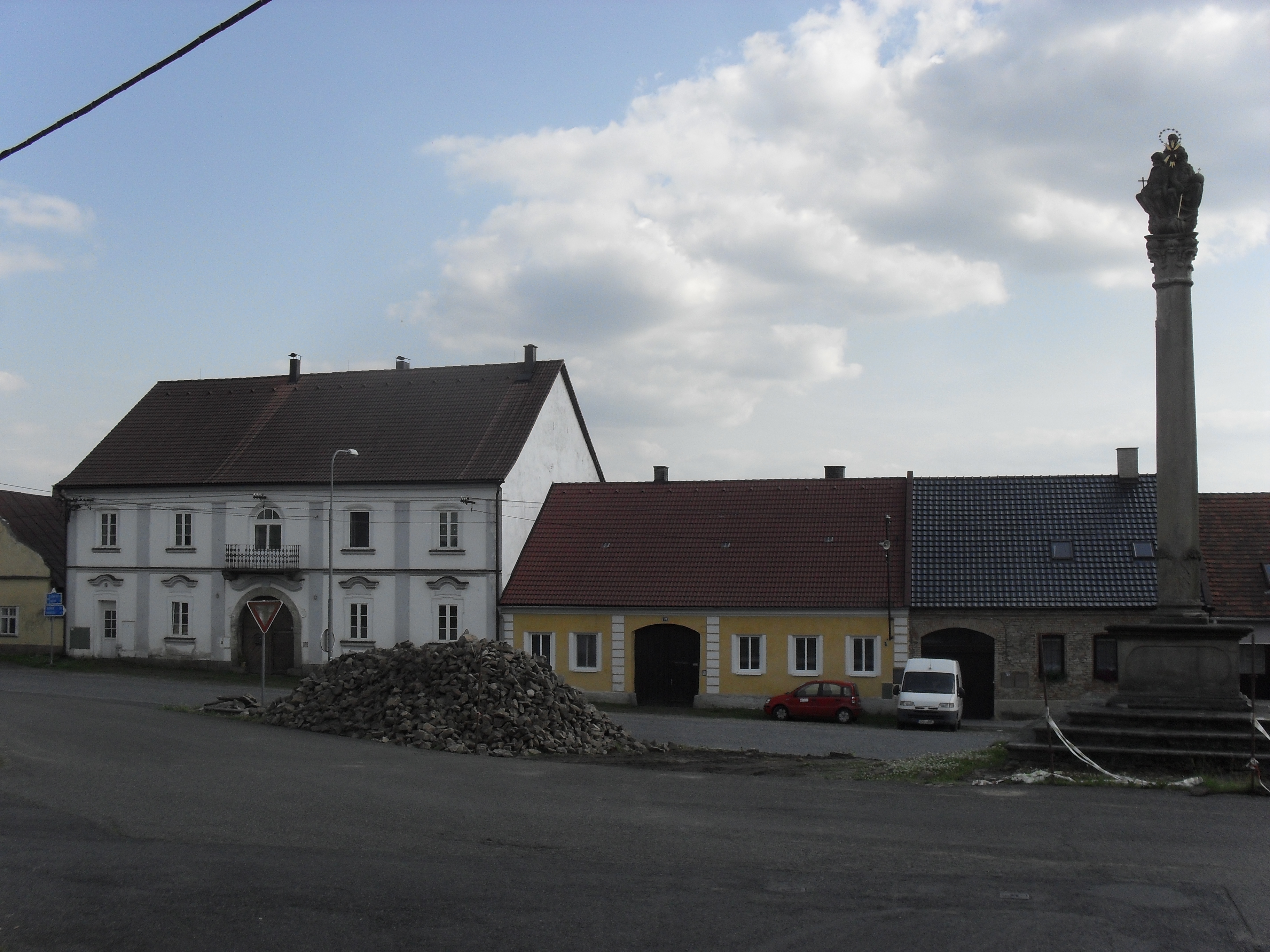
Dreifaltigkeitssäule
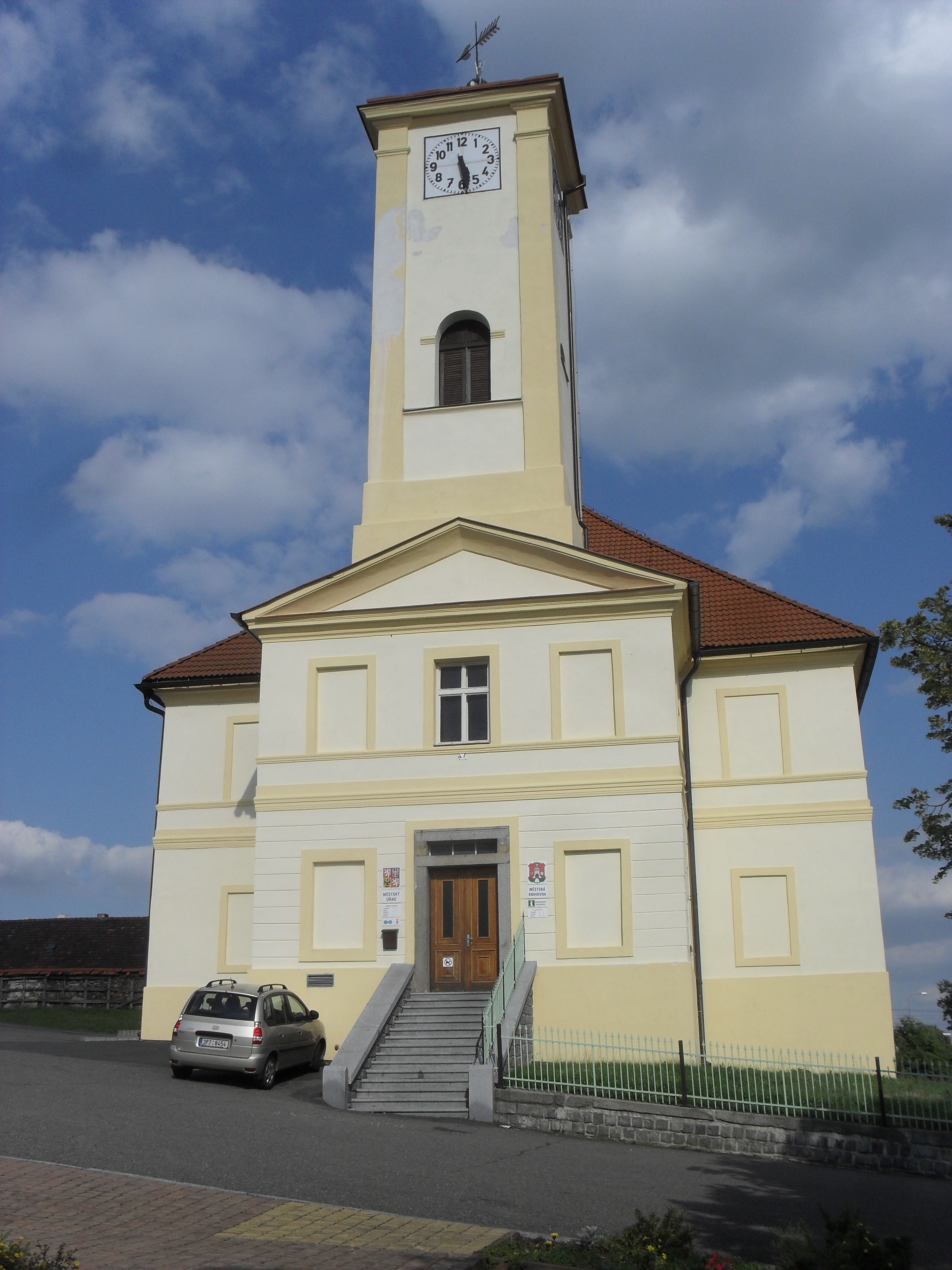
Rathaus

## Städtepartnerschaften
- Weiding, Deutschland
- Rubigen, Kanton Bern, Schweiz

## Persönlichkeiten

### Söhne und Töchter der Stadt
- František Křižík (1847–1941), Ingenieur, Unternehmer und Erfinder
- Vladimír Helfert (1886–1945), Musikwissenschaftler, Pädagoge und Dirigent
- Gunther Preiss (* 1944), Landtagsabgeordneter

### In der Stadt lebten und wirkten
- Šebestián Hněvkovský, war von 1795 bis 1804 Stadtrat in Plánice